# Мездра
Ме́здра (болг. Мездра) — місто в Врачанській області Болгарії. Адміністративний центр громади Мездра.

## Населення
За даними перепису населення 2011 року у місті проживали 10 918 осіб.
Національний склад населення міста:
| Національність   | Кількість осіб | Відсоток |
| ---------------- | -------------- | -------- |
| болгари          | 9407           | 97,4 %   |
| цигани           | 185            | 1,9 %    |
| турки            | 3              | < 0,1 %  |
| інша             | 25             | 0,3 %    |
| не визначились   | 38             | 0,4 %    |
| Всього відповіли | 9658           |          |

Розподіл населення за віком у 2011 році:
Динаміка населення:

## Відомі люди
- Марія Николаєва Велчева — болгарська шахістка, гросмейстер серед жінок від 1999 року.
- Руска Михайліва Мануйлова (сценічний псевдонім Роза Попова; 1879—1949) — болгарська театральна актриса, режисер і театральний діяч.